# Abnub
Abnub (àrab: أبنوب, Abnũb, segurament del copte: *Ⲡⲛⲟⲩⲃ o *Ⲡⲁⲛⲟⲩⲡ) és una ciutat d'Egipte. És a la riba est del Nil, a la governació d'Asyut, diversos quilòmetres al nord-oest d'Assiut. Segons el cens del 2006, tenia 67.526 habitants. El nom de la ciutat en última instància prové de la paraula egípcia antiga per a «tresoreria»: pr-nbw.
Abnub és el lloc de naixement del papa Shenouda III d'Alexandria, el Papa de l'Església Copta Ortodoxa de 1971 a 2012.